# Рајко Прерадовић
Рајко Прерадовић (рус. Родион (Райко) Степанович Депрерадович, 1698/1703—1764) Србин, руски генерал лајтант, један од оснивача српске војничке области Славјаносербије, у Русији

## Породица
Потиче из српске племићке породице Прерадовић која је 12. марта 1722. године добила у Пешти угарско племство. Заслужио је то Стојан Прерадовић, а добио га од аустријског владара Карла VI. Стојан Прерадовић (или Стефан) је био тада ожењен Бауном (или Паулом) Бели, са којом је имао три сина, Рајка (или Рикарда), Јована (или Јоана), Александра и кћерку Јоану. У заградама су овде стављена (супротно него као у тексту повеље) њихова германизована имена. Та породица је користила племићки предикат де (алтернатива: фон или вон), па се јављају као де Прерадовић или Депрерадович (по руски).

### Племенити Прерадовићи у Будиму
Крајишки официр Рајко Прерадовић је можда био родом из Будима, јер се према протоколу српске православне црквене општине у Будиму, констатује 1741. године, да је извесни угледни Будимац, Рајко Прерадовић имао сина Александра, који је (већ) наводно одселио у Русију. Није сасвим утврђено да ли је реч о истој породици - особама.
Породица Прерадовић у Будиму потиче (по Душану Поповићу) из Србије и спада међу најугледније српске породице у Табану. Прерадовићи су заиста били угледна породица, а то се види по томе што су као варошки "господари", готово увек у општинском таначу (сазиву општинске власти или "суда") у Табану. Рајко Прерадовић за кога пише 1723. године да је "немешац и трговац", изабран је међу - 24 угледна члана "господара са народним дозвољењем" (саветника). Прерадовић је имао по документима два позната, угледна брата, такође трговца и арендатора: Александра и Јована. Рајко (или Радосав) се одвојио од своје браће, а њих двојица су се уортачили 1732. године. Држали су они дућан у кући знаној као "Златни Анкер", половину дућана у главној улици у кући знаној "Златни орао", неколико винограда, казан и у магазама разне робе. Браћа ортаци су се међутим званично поделила 12. јула 1737, па опет 19. јула 1739. године пред бировом, ешкутима и скупштинарима табанским. Држали су од тада две трговачке радње. Господар Рајко, дакле немешац (племић без племићког поседа), је између 1729-1732. године ешкут (поротник), а између 1732-1735. године и варошки биров (судија) српског кварта Табана, у Будиму. Истовремено је црквени тутор будимске српске цркве. Скупштинари су и његова браћа, пре и касније, у више наврата. Још од четрдесетих година 18. века племић Рајко Прерадовић је активан учесник и важних догађаја, везаних за одбрану српских црквених и народних привилегија у Аустрији. Занимљиво је да стотинак (92) српских привилегија, "правица" и "конфирмација" (записаних између 1690-1747), пописаних и склоњених у три лимене кутије ради обезбеђења, "у аманет дато" од стране Архиепископа Вићентија Јовановић - господарима Рајку, Јовану и Алекси Прерадовићу (рођеној браћи). Били су то значи људи "племенитог кова", од највећег поверења за српске националне ствари, који су требали да сачувају најважнија српска акта.
Остаје на крају само још спорно: да ли је Стојан Прерадовић отац, а официр Рајко његов син и поменути будимски племић и кнез Рајко - да су иста особа? То би значило да је Рајко од трговца и угледног грађанина постао граничарски официр и направио војничку каријеру. Има основа за то, јер је и Стојан Прерадовић био у Пешти немеш (племић), где је потврђен у том својству 1725. и 1730. године.

## Биографија
Рајко је рођен почетком 18. века, од оца Стојана (руски - Степана, од Стефана) вон Прерадовића; према руским изворима то је било 1698. или 1703. године. По војном извештају од 1. септембра 1755. године, генерал-мајор Рајко Депрерадовић командант хусарког пука, био је стар 57 година. Тај податак је чини се релевантнији од другог; произилази да је он био рођен 1698. године. Видели смо имао је браћу Јована и Александра и сестру Јовану. Рајко Прерадовић је био ожењен са Маријом Ивановном Депрерадовић, са којом је изродио више деце: Георгија (1730), Алексеја (1735), Василија, Ивана, Федора, Виктора, Клавдија? и кћерку Варвару Рашевску.
Оберстлајтант Рајко де Прерадовић је платио 1742. године три привилегијска екстракта за 12 ф. 26 крајцара. Он је иначе тада један од изасланика који су ишли у Беч - "ради потврде српских привилегија". Године 1745. исти подпуковник Рајко Прерадовић је у оквиру аустријских трупа, одвео својих 896 коњаника (хусара) Славонаца у Баварску, где се ратовало. Учествовао је "оберстлајтант" Рајко Прерадовић и маја-јуна 1747. године, на српским црквено-народним договорима у Сремским Карловцима. Разматран је током саветовања царски рескрипт из 1746. године, о дугу бивше "Илирске регименте". Расправљали су патријарх, епископи-митрополити и поуздани војници-официри, међу којима су оберстлајтанти (подпуковници) Рајко Прерадовић и Секула Витковић, те капетан Вук Исаковић и други. Рајко је као "најискуснији" предложен од стране црквеног поглавара да иде у Беч, ради решавања финансијског питања. Прерадовић је учествовао и 1748. године, као посланик на Црквено-народном сабору у Карловцима.

## Славјаносербија
Као аустријски пуковник Рајко Прерадовић је осумњичен да незаконито врбује Србе граничаре у корист руске државе, и због тога био ухапшен 1751. године у Бечу, и држан извесно време у "штукхаузу". Када се дочепао слободе уз помоћ руског дипломате, спремио са за пут у Русију. Пасош је добио за излазак из земље 19. јуна 1752. године. Кренули су у Русију, раздвојени, два висока аустријска граничарска официра Јован Шевић и Рајко Прерадовић, са својим сапутницима насељеницима.
Рајко је дошао у Русију, у Кијев 6. новембра 1752. године, као аустријски граничарски потпуковник. Био је до тада командант Славонског хусарског пука у Аустрији. Довео је са собом већу групу официра, граничара и њихових чланова породице - њих 40, из Славоније и Срема. Прерадовић је по доласку у Русију одбијао да буде под командом Јована Хорвата или Јована Шевића, јер је тврдио да је био "старији од обојице по служби" у Аустрији.. Тражио је Рајко посебну привилегију на своје име и другу насеобину. Руски Сенат у Москви му је одобрио да има сопствени хусарски пук, у истој насељеничкој области са Шевићем. Населили су Срби, његови потчињени, степске пределе уз пољско-руску границу, где су основали 10 рота (шанаца) у оквиру његовог хусарског пука. Та област је носила назив 1753-1764. године "Славјаносербија" или "Славеносрбија".
Прерадовић је у Русији постао указом од 23. маја 1753. године генерал мајор, а високе војне чинове тог ранга добили су у Русији и његови потомци: син Иван генерал мајор, син Георгије генерал мајор (рођ. 1728/1729), син Алексеј бригадир (рођ. 1737), унук Николај Иванович Депрерадович (1767-1843) генерал од каваљерије (коњице), унук Леонтије Иванович Депрерадович (1766-1844) генерал мајор. Од сродника Депрерадовића помињу се још даљи потомци: праунуци Михаил Николајевич Депрерадович генерал мајор и Николај Николајевич Депрерадович генерал мајор, те чукун-унук Федор Михаилович Депрерадовић генерал мајор.
Депрерадовићев хусарски пук је званично основан 15. новембра 1753. године. Команда тог пука се до 1764. године налазила у првој роти, званој Серебрјански шанац или Серебрјанка. Од поменуте године створен је јединствени пук од 18 рота. За време Седмогодишњег рата Рајко је послао два ескадрона из састава свог хусарског пука, којима је на ратишту командовао његов син, мајор Георгије. Цело време постојања пука Рајко Прерадовић је био његов командант (1753-1764); до смрти. У Серебрјанки се скрасио 1760. године и водио је бригу о потребама Преображенског месног храма. Генерал Рајко Депрерадович је сахрањен 1764. године у православној Преображенској цркви тог шанца Серебјанка. Од њега је у тој цркви остала икона, коју је донео из своје постојбине.

## Наслеђе
Србин Рајко Прерадовић је административним путем, преко германизованог имена Рикардо, преведен опет, сада у руско - Родион. По Рајку - Родиону, као оснивачу носи име село Родионовка (пре Стара Мелница) код тврђаве Камашевак (пре Приволнаја). Ту је у старо време био млин за млевење жита. Тим селом са 652 становника, господарио је 1775. године унук подпуковник, син Ивана Родионовича. Рајкова супруга као удовица држала је 1765. године две воденице на реци Бахмуту и једну ветрењачу у првој роти. Међутим са карте из 1797. године види се да је Депрерадовићева заоставштина била много већа. Удовица Марија је била власник земљишта површине око 15.000 хектара, између села Николајевке и Тројицког.
Синови Рајка Депрерадовића: Федор, Виктор, Клаудије? и Василије наследили су његову земљу у Камишевахској области, на обалама реке Донец. Виктор је основао село Викторовку, а Василије - Васиљевку. А остали Рајкови синови: Иван и Алексеј наследили су земљишне поседе у Звановској области, на обалама реке Бахмут.